# Villeseneux
Villeseneux ist eine französische Gemeinde mit 201 Einwohnern (Stand: 1. Januar 2022) im Département Marne in der Region Grand Est (vor 2016 Champagne-Ardenne). Sie gehört zum Arrondissement Épernay (bis 2017 Arrondissement Châlons-en-Champagne) und zum Kanton Vertus-Plaine Champenoise. 

## Lage
Villeseneux liegt etwa 43 Kilometer südsüdöstlich von Reims. Umgeben wird Villeseneux von den Nachbargemeinden Trécon im Norden und Nordwesten, Germinon im Norden und Nordosten, Soudron im Süden und Osten sowie Clamanges im Westen. Das Gemeindegebiet wird von den Flüssen Somme und Soude durchquert, die hier zusammenfließen und somit den Fluss Somme-Soude bilden.

## Bevölkerungsentwicklung
| Jahr                       | 1962 | 1968 | 1975 | 1982 | 1990 | 1999 | 2006 | 2011 | 2018 |
| -------------------------- | ---- | ---- | ---- | ---- | ---- | ---- | ---- | ---- | ---- |
| Einwohner                  | 175  | 163  | 141  | 137  | 132  | 126  | 189  | 227  | 210  |
| Quellen: Cassini und INSEE |      |      |      |      |      |      |      |      |      |

## Sehenswürdigkeiten

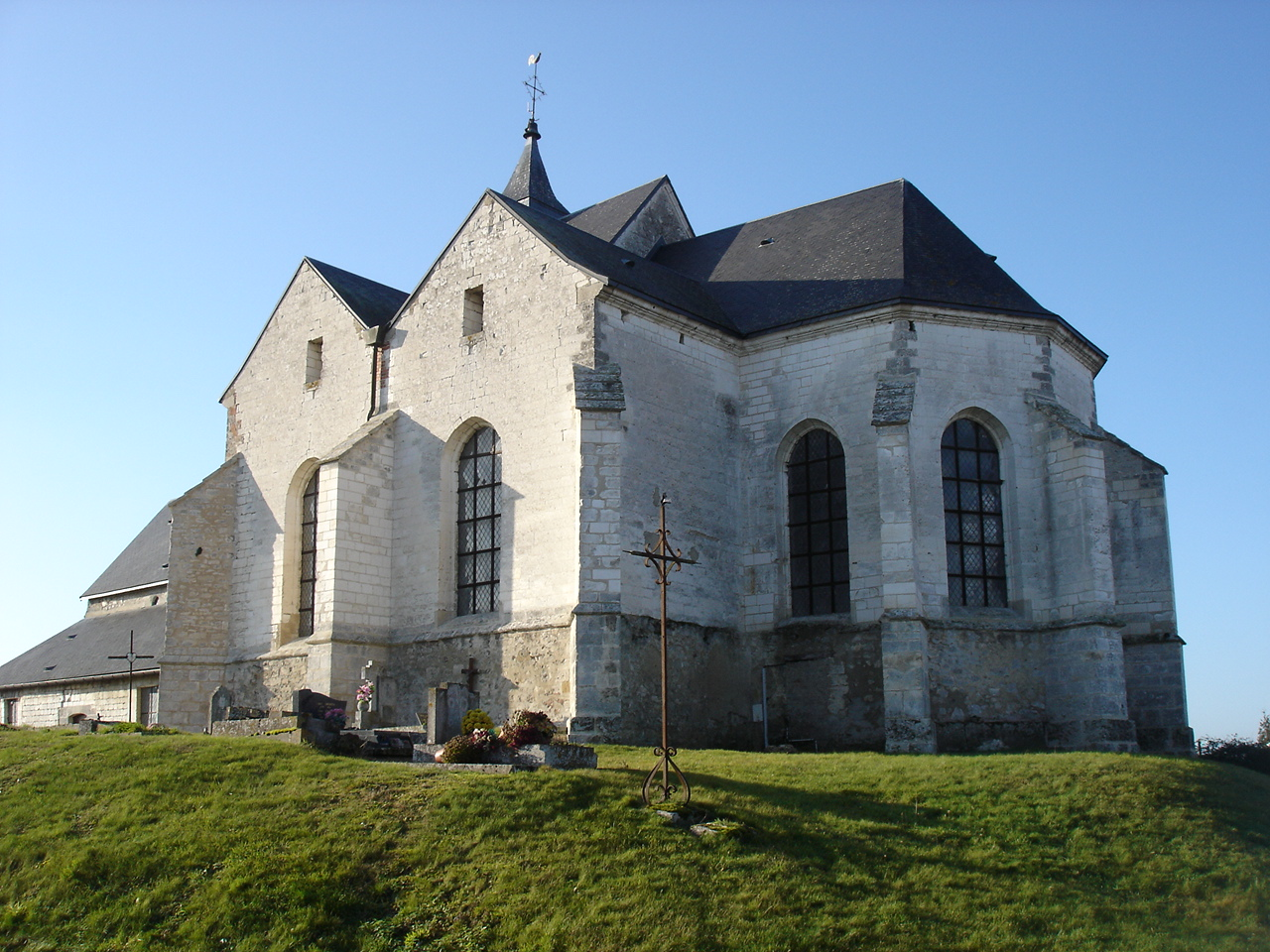
Kirche Assomption-de-la-Vierge

- gallische Nekropole
- Kirche Assomption-de-la-Vierge
- Burgreste aus dem 12. Jahrhundert